# Андижанское водохранилище
Андижа́нское водохрани́лище, также Кемпир-Абадское водохрани́лище (узб. Andijon suv ombori, кирг. Кемпир-Абад суу сактагычы) — водохранилище в Кыргызстане и Узбекистане. Является объектом территориального спора между двумя государствами. На водохранилище находятся две гидроэлектростанции Андижанской ГЭС.

## История
Впервые идею строительства водохранилища в Ферганской долине предложил гидротехник Иван Александров в 1917 году. В итоге решение о строительстве было принято Советом министров СССР 15 марта 1963 года. Основная цель проекта состояла в обеспечении водой сельскохозяйственных земель близ Большого Ферганского и Большого Андижанского каналов, а также на территории юго-восточной части Ферганской долины. Проект нового водохранилища разработал научный коллектив института «Средазгипроводхлопок» под руководством главных инженеров Н. С. Жуйкова и Л. С. Литвака. На его строительство было выделено 297 миллионов рублей из госбюджета СССР и его планировалось завершить к 1970 году.
Тем не менее строительство водохранилища было начато только в 1969 году и окончательно было завершено лишь в 1983 году. В зоне строительства водохранилища проводились археологические раскопки Кампыр-Раватской археологической экспедиции, продолжавшиеся до 1967 года. Постройка водохранилища привела к затоплению нескольких тысяч гектаров земли на территории Киргизской ССР. Затопленные земли были компенсированы передачей Узбекской ССР 4127 гектаров земли в приграничных районах, где позднее было построено несколько сёл и аэропорт (в Аксыйском районе). Между республиками 23 сентября 1965 года был заключён «Протокол совещания представителей министерства водного хозяйства Узбекской ССР, Министерства водного хозяйства Киргизской ССР, Госстроя Киргизской ССР, проектных институтов „Средазгипроводхлопок“ и „Киргизгипроводхоз“ по вопросу использования водных ресурсов реки Кара-Дарья с учётом Андижанского (Кампыр-Раватского) водохранилища».
Сооружение водохранилища было связано с постройкой Андижанской ГЭС. В 2010 году была построена Андижанская ГЭС-2. Гидроузел расположен у выхода реки Карадарья в Ферганскую долину и находится вблизи города Ханабад. Его основное предназначение — обеспечение поливной водой.
Ввод водохранилища в эксплуатацию позволил орошать 44 тысячи гектаров новых земель и увеличить орошение прежних земель размером 257 тысяч гектаров в Узбекистане и 159 тысяч гектаров — в Кыргызстане.

## Характеристики
Андижанское водохранилище по своему виду является русловым. Основное назначение — орошение земель и энергетика. Максимальная глубина водохранилища — 98 метров. Ширина водохранилища составляет 6 километров, а длина — 20 километров. Многолетний объём воды — 1,9 км³, полезный объём — 1,75 км³, площадь зеркала воды по проекту — 56 км². В водохранилище стекают притоки реки Карадарьи — реки Тар и Каракульджа.

## Пограничный конфликт
После распада СССР водохранилище оказалось в центре территориального спора между независимыми Кыргызстаном и Узбекистаном. Водохранилище имеет важное значение для двух стран, поскольку Ферганская долина при высокой плотности заселённости территорий имеет засушливый климат. В Узбекистане водохранилище именуется Андижанским, а в Кыргызстане — Кемпир-Абадским. По данным киргизского географа Темиркула Эшенгулова, водохранилище называлось «Кампыр-Раватским» в честь месторождения полезных ископаемых. Также вблизи современного водохранилища существовал кишлак Кампыррават.
Весной 2021 года стало известно о договорённости между государствами о передаче водохранилища Узбекистану. Однако в результате акций протеста в Киргизии против договора передача была отложена.
26 сентября 2022 года между Кыргызстаном и Узбекистаном был подписан протокол о делимитации и демаркации государственной границы. В знак протеста против соглашения 6 октября киргизские жители установили у водохранилища юрты, которые затем были снесены правоохранительными органами. 10 октября комитет по международным делам, обороне, безопасности и миграции киргизского парламента принял решение одобрить соглашение с Узбекистаном. В знак протеста активисты объявили о создании «комитета в защиту водохранилища». По словам президента Кыргызстана Садыра Жапарова, соглашение с Узбекистаном позволит управлять водохранилищем по принципу 50 на 50.